# Azelia
Azelia is een geslacht van insecten uit de familie van de echte vliegen (Muscidae), die tot de orde tweevleugeligen (Diptera) behoort.

## Soorten
- A. aequa Stein, 1920
- A. aterrima (Meigen, 1826)
- A. beuki Vikhrev, 2012
- A. cilipes (Haliday, 1838)
- A. gibbera (Meigen, 1826)
- A. monodactyla Loew, 1874
- A. nebulosa Robineau-Desvoidy, 1830
- A. parva Rondani, 1866
- A. trigonica Hennig, 1956
- A. triquetra (Wiedemann, 1817)
- A. zetterstedtii Rondani, 1866